# Zabiele Wielkie (przystanek kolejowy)
Zabiele Wielkie – przystanek osobowy a dawniej stacja kolejowa w Zabielach Wielkich na linii kolejowej nr 35, w województwie mazowieckim, w Polsce.
Przystanek otwarto ponownie w dniu 11 czerwca 2023 roku.